# 21924 Alyssaovaitt
21924 Alyssaovaitt è un asteroide della fascia principale. Scoperto nel 1999, presenta un'orbita caratterizzata da un semiasse maggiore pari a 2,5413429 UA e da un'eccentricità di 0,0704840, inclinata di 5,05864° rispetto all'eclittica.